# Aseroe coccinea
Aseroe coccinea é uma espécie de fungo da família Phallaceae e do gênero Aseroe [en]. Reportada pela primeira vez no Japão em 1989, só foi formalmente validada como espécie em 2007, devido a um erro de publicação. O receptáculo, ou corpo de frutificação, inicia como uma estrutura esbranquiçada em forma de ovo, parcialmente enterrada, que se rompe para revelar um estipe branco e oco com braços avermelhados, alcançando até 15 mm de altura. Ao amadurecer, transforma-se em uma estrutura em forma de estrela com sete a nove braços tubulares vermelhos e finos, de até 10 mm de comprimento, que se irradiam da área central. O topo do receptáculo é coberto por uma gleba viscosa de esporos marrom-oliva escura. A. coccinea pode ser distinguida da espécie mais comum Aseroe rubra por diferenças na cor do receptáculo e na estrutura dos braços. Não há relatos sobre a comestibilidade do fungo.

## Taxonomia
O fungo foi descrito provisoriamente (denotado por ad interim) como Aseroe coccinea pelos micologistas japoneses Yoshimi e Tsuguo Hongo em uma publicação de 1989 com descrição em japonês, com base em um espécime coletado em 29 de setembro de 1985, em Utsunomiya, prefeitura de Tochigi, Japão. Contudo, o nome não foi validamente publicado (nomen invalidum), conforme o Artigo 36.1 do Código Internacional de Nomenclatura Botânica, que exige que "para ser validamente publicado, o nome de um novo táxon (exceto algas e táxons fósseis) deve ... ser acompanhado por uma descrição ou diagnóstico em latim ou por uma referência a uma descrição ou diagnóstico em latim previamente publicada". Taiga Kasuya reexaminou o espécime-tipo e validou a espécie em uma publicação de 2007 na revista Mycoscience [en]. O holótipo está preservado no Museu Nacional de Ciência do Japão em Tóquio.
O epíteto específico coccinea deriva da palavra em latim coccineus, que significa "vermelho brilhante". O nome japonês do fungo é Aka-hitode-take (アカヒトデタケ).

## Descrição
Como todas as espécies de Phallaceae, A. coccinea começa seu desenvolvimento na forma de um "ovo" esbranquiçado, aproximadamente esférico, com 10–15 mm de diâmetro, situado sobre ou parcialmente submerso no substrato. Na base do ovo, há um filamento branco de micélio. O exoperídio (camada externa de tecido) varia de branco a creme, com superfície fibrosa. A camada interna é membranosa, com um endoperídio hialino (translúcido). A massa viscosa de esporos, a gleba, é marrom-oliva a preto-esverdeada, com um leve odor fétido. Quando maduro, o fungo cobre a superfície superior de um disco no topo do receptáculo. O receptáculo possui um estipe cilíndrico, de 10–15 mm de altura e 7–15 mm de diâmetro na parte superior, um pouco fusiforme (afunilado em ambas as extremidades) ou apenas afunilado na base. O estipe é rosa-claro próximo ao topo, branco a creme na base, com textura esponjosa e oco. O topo do receptáculo é achatado, formando um disco que sustenta 7–9 braços estreitos e afunilados. Os braços consistem em uma câmara tubular vermelho-brilhante, com 4–10 mm de comprimento e 0,7–2 mm de espessura.

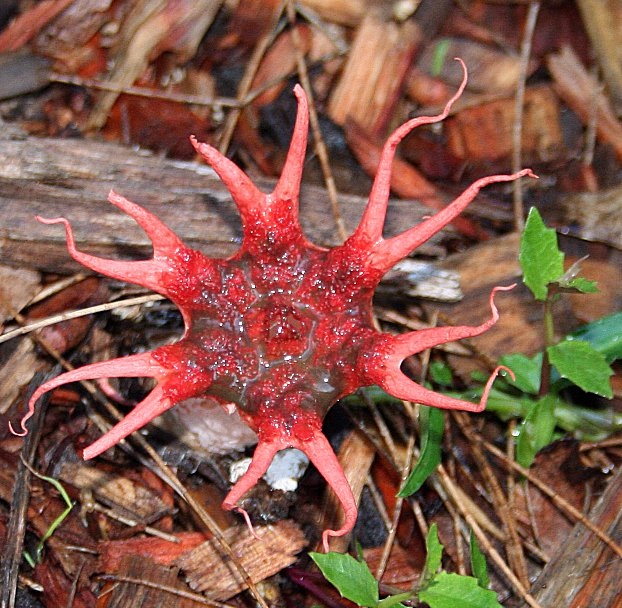
Aseroe rubra tem aparência semelhante, mas é claramente distinguida por seus braços bifurcados.

Os esporos de paredes espessas são elipsoides a cilíndricos, medindo 4–5 por 2–2,5 μm. São hialinos, com superfície lisa, e às vezes truncados na base. O perídio do "ovo" é dividido em duas camadas distintas de tecido. A camada externa tem 250–400 μm de espessura, composta por hifas filamentosas entrelaçadas, com 2,5–5 μm de diâmetro. Essas hifas são de paredes espessas, septadas e hialinas. Também estão presentes células pseudoparenquimatosas de paredes espessas (angulares, dispostas aleatoriamente e densamente agrupadas), com 7–50 μm de espessura, esféricas ou quase, e de cor marrom-amarelada a marrom-clara. A camada interna do perídio tem 100–250 μm de espessura e é composta por hifas filamentosas alongadas, de 2–5 μm de diâmetro. Essas hifas de paredes espessas são dispostas de forma aproximadamente paralela, septadas e hialinas. O receptáculo é formado por células pseudoparenquimatosas de paredes espessas, aproximadamente esféricas, com 5–15,5 μm de espessura, contendo pigmento intracelular.

### Espécies semelhantes
A. coccinea é muito semelhante a Lysurus arachnoideus [en] (sinônimo: Aseroe arachnoidea), mas pode ser distinguida desta pelos braços vermelho-brilhantes e esporos maiores (4–5 por 2,5–3 μm em A. coccinea, comparado a 2,5–3,5 por 1,5 μm em L. arachnoideus). L. arachnoideus é conhecido na Ásia e na África Ocidental. Aseroe rubra é uma espécie pantropical relativamente comum e difere de A. coccinea pelo receptáculo avermelhado (em comparação com rosa a creme em A. coccinea) e pelos braços bifurcados, que geralmente são multicamerais.

## Habitat e distribuição
Embora Kasuya não tenha definido explicitamente o modo de nutrição de A. coccinea, a maioria das espécies de Phallaceae é considerada saprofítica, decompondo madeira e matéria orgânica vegetal. Os corpos de frutificação de A. coccinea, conhecidos apenas em regiões temperadas do Japão (prefeitura de Tochigi), crescem solitários ou em grupos sobre cascas de arroz, palha ou esterco. São encontrados do verão ao outono.